# بخش بالانگیر
بخش بالانگیر (به انگلیسی: Balangir district) یک بخش در هند است که در اودیسا واقع شده‌است. بخش بالانگیر ۶٬۵۷۵ کیلومتر مربع مساحت و ۱٬۶۴۸٬۵۷۴ نفر جمعیت دارد و ۱۱۵ متر بالاتر از سطح دریا واقع شده‌است.